# 2023年5月逝世人物列表
2023年逝世人物列表：1月 - 2月 - 3月 - 4月 - 5月 - 6月 - 7月 - 8月 - 9月 - 10月 - 11月 - 12月
2023年5月逝世人物列表，是用于汇总2023年5月期间逝世人物的列表。

## 依日期排序

### 31日
- 艾瑪·埃塔·艾都（英語：Ama Ata Aidoo），81歲，迦納作家，1993－2001年任迦納教育部長[1]。
- 塞奥佐罗斯·潘加洛斯（希臘語：Θεόδωρος Πάγκαλος），85歲，希腊政治人物，1996－1999年间担任希腊外交部长，2009年起担任希腊副总理[2]。
- 陈梧桐，87岁，中国历史学家，原中央民族大学历史系主任、教授[3]。
- 阿米太·愛茲安尼（羅馬化：Amitai Etzioni），94岁，以色列裔美國社會學家[4]。
- 阮秀英，90岁，中國人，南京大屠殺倖存者[5]。
- 塞爾吉奧·卡爾德隆（西班牙語：Sergio Calderón），77歲，出生於墨西哥的美國演員。[6]
- 阿南德（英語：Anand，印度斯坦語發音：[aːnŋd̪]），年齡不詳，本名「卡塔卡姆·苏达山」（英語：Katakam Sudarshan），印度毛派領導人，印度共产党（毛主义）政治局委员，心臟病發身亡[7]。
- 薇拉·普提娜（英語：Vera Nikolaevna Putina），96歲，喬治亞婦女，曾對英國媒體宣稱自己是現任俄羅斯總統弗拉迪米爾·普丁的生母，但不為普丁本人和俄羅斯官方承認[8]。

### 30日
- 萬哲先，95歲，中國數學家，中国科学院院士。[9]
- 赖莎·奥法里尔（西班牙語：Raisa O'Farrill Bolanos），51歲，古巴前女子排球运动员，1992年、1996年夏季奥林匹克运动会排球比赛两届均獲得金牌的国家队選手[10]。
- 顧本彬，34歲，中國男演員，代表作是由導演耿軍執導的電影「東北虎」。[11]
- 哈維·皮特（英語：Harvey L. Pitt），78歲，美國律師、政治人物，2001~2003年任美国证券交易委员会主席[12]。
- 植村義信（日語：植村 義信），88歲，日本棒球選手。[13]

### 29日
- 姚祖康，88岁，中國道路工程專家，曾任同濟大學教授、博士生導師。[14]
- 威廉·歐奈爾（英語：William O'Neil），90歲，美國企業家、股票經紀人和作家。[15]
- 泰波·拉斯蒂奧（芬蘭語：Teppo Rastio），89歲，芬蘭男子冰球運動員，場上位置是前鋒。[16]
- 維捷斯拉夫·馬哈（捷克語：Vítězslav Mácha），75歲，捷克男子摔跤運動員。[17]
- 蕭·克利夫頓（英語：Shaw Clifton），中文名祁富敦，77歲，英國慈善公益人物，1973年加入救世軍成為軍官，2006年4月2日起任救世軍第18任大將[18]。
- 托芙·斯庫納布-坎加斯（芬蘭語：Tove Skutnabb-Kangas），82歲，芬蘭語言學家，建立了「語言歧視」（Linguistic discrimination）的概念[19]。

### 28日
- 崔一男（韓語：최일남），90岁，韓國文學家[20]。
- 安東尼奧·加拉（西班牙語：Antonio Gala Velasco），92岁，西班牙劇作家、詩人[21]。
- 哈拉爾德·楚爾·豪森（德語：Harald zur Hausen），87岁，德國醫學科學家與榮譽退休教授，2008年諾貝爾生理學或醫學獎得主之一[22]。

### 27日
- 奧黛特-尼萊斯（英语：Odette Nilès），100歲，法國共產黨人，納粹德國佔領法國時期抵抗人士。[23]
- 伊利亞·卡巴科夫（俄語：Илья́ Ио́сифович Кабако́в），89岁，俄羅斯裔美國藝術家[24]。
- 詹姆斯·瓦特（英語：James G. Watt），85岁，美國律師、政治人物，1981~1983年任美國內政部長[25]。
- 扬·姆尔维克（捷克語：Jan Mrvík），84岁，捷克男子赛艇运动员，曾代表捷克斯洛伐克参加1964年夏季奥林匹克运动会赛艇比赛，获得男子八人单桨有舵手铜牌[26]。
- 趙永吉，78岁，中國政治人物，曾任公安部副部长。[27]

### 26日
- 罗京民，67岁，中国男演员。[28]
- 林文月，89歲，台灣女作家、翻譯家，台灣大學中國文學系教授（1959-1993年），病逝。[29]
- 傑夫·馬查多（葡萄牙語：Jeff Machado Costa），44歲，巴西男演員及記者，被殺。（遺體發現日期）[30]

### 25日
- 2023年日本長野縣中野市襲擊事件死者（皆為日本籍）：
  - 玉井良樹（日語：玉井 良樹），46歲，長野縣中野警察署警察，職銜警部補。[31]
  - 池内卓夫（日語：池内 卓夫），61歲，長野縣中野警察署警察，職銜巡查部長。[31]
  - 村上幸枝（日語：村上 幸枝），66歲，長野縣中野市居民。[32]
  - 竹内靖子（日語：竹内 靖子），70歲，長野縣中野市居民。[32]
- 沃尔夫冈·拉肯马赫（德語：Wolfgang Lakenmacher），79歲，德國男子手球選手，曾代表東德參加1972年慕尼黑奧運，獲得男子手球賽第4名[33]。
- 劉建強，59歲，中國地球物理系專家，中國海洋衛星地面系統奠基人，自然資源部國家衛星海洋應用中心副主任、研究員。病逝。[34]

### 24日
- 張祖詒，104歲，台灣政治人物、作家，曾任中華民國總統府副秘書長。[35]
- 喬治‧馬哈里斯（英语：George Maharis），94歲，美國男演員、歌手、製作人。[36]
- ，83歲，美國黑人騷靈女歌手。在瑞士病逝。[37]

### 23日
- 羅伯特·齊默（英語：Robert Jeffrey Zimmer），75歲，美國教育家、數學家，2006－2021年任芝加哥大學校長[38]。
- 中華人民共和國死刑犯[39]：
  - 倪篤群，年齡不詳，因在湖北省犯下對未成年女性進行精神控制，教唆，誘騙，性侵等罪，被湖北省孝感市中級人民法院判處執行注射死刑。
  - 王小山，年齡不詳，因在山東省犯下對未成年女性進行精神控制，教唆，誘騙，性侵及聚眾進行淫亂活動等罪，被山東省濰坊市中級人民法院判處執行注射死刑。
  - 孫保昌，年齡不詳，因在河南省多次犯下對未成年女性進行精神控制，教唆，誘騙，性侵等罪，被河南省安陽市中級人民法院判處執行注射死刑。
- 卡琳·鮑曼（Karin Bauman），35歲，以色列模特兒，因厭食症引致肺炎感染逝世。[40]
- 關興亞，92歲，中國石油化工專家，中國工程院院士，中國石化集團公司上海石油化工研究院高級工程師。[41]

### 22日
- 鄭振瑤，86歲，中國中央實驗話劇院一級女演員。[42]
- 瑞克·霍伊特（英語：Rick Hoyt），61歲，美國身心障礙運動員，與父親Dick Hoyt組成霍伊特隊（Team Hoyt）多次參加馬拉松路跑競賽[43]。
- 依斯迈卡欣，63歲，马来西亚政治人物，国阵巫统党员，前玻璃市州淡汶都浪州议员，前亚娄国会议员[44]。
- 紐比·查斯（英语：Chas Newby），81歲，英國搖滾音樂家，曾擔任樂隊披頭四樂團低音吉他手。[45]
- 新井康德（日語：新井 康徳），53歲，日本音樂家，搖滾樂團BAAD鼓手。[46]
- 須藤理惠（日語：須藤 理恵），45歲，日本爆笑藝人，隸屬吉本興業。[47]

### 21日
- 雷·史蒂文森（英語：George Raymond "Ray" Stevenson），58歲，北愛爾蘭電影、電視演員[48]。
- 李志村，87歲，臺灣企業家，曾任台塑企業董事長。[49][50]
- 阿尔玛·阿达姆克尼（英语：Alma Adamkienė），96歲，立陶宛哲學學者、慈善家，前立陶宛總統瓦尔达斯·阿达姆库斯（Valdas Adamkus）的夫人[51]。
- 玛格丽特·阿彻（英語：Margaret Scotford Archer），80歲，英國社會學家[52]。
- 大衛·布蘭特（英語：David Brandt），76歲，美國農民，在俄亥俄州致力於永續農業，網路迷因圖「踏實農夫」的主人公，因交通事故身亡。[53]
- 盧·帕特（Lew Palter），94歲，美國男演員，曾在1997年電影《鐵達尼號》中飾演梅西百貨的合夥人伊西多史特勞斯（Isidor Straus）。肺癌。[54]

### 20日
- 北村誠吾，76歲，日本政治人物，自民黨籍前地方創生擔當大臣。[55]
- 特里·麦克德莫特（英語：Richard Terrance "Terry" McDermott），82歲，美国男子速度滑冰运动员。曾获得1964年冬季奥运会速度滑冰比赛男子500米金牌，和1968年男子500米银牌[56]。

### 19日
- 溫裕紅，54歲，香港女演員及主持人。死於乳癌。[57]
- 傅敏，86岁，中国特级英语教师，作家傅雷次子、钢琴家傅聰之弟[58]。
- 馬丁·艾米斯爵士（英語：Sir Martin Amis），73岁，英國作家。[59]
- 刘成威（英語：Ronald S.W. Lew），81岁，華裔美國籍司法官，中文名「刘成威」，曾任美国联邦初审法院法官，美国本土第一位担任联邦法院法官的华裔人士[60]。
- 張少松，91岁，中國人民解放軍中將。[61]
- 上岡龍太郎（日語：上岡 龍太郎），81歲，日本藝人，以關西地區活躍的司儀，《偵探騎士大搜查》（探偵!ナイトスクープ）節目的第一任主持人，肺癌。[62]
- 古家齊，31歲，台灣男歌手，曾入選中國節目《中國好聲音》第4季。死於車禍。[63]

### 18日
- 張學潤，59歲，香港形象指導及服裝造型設計師。燒炭自殺。[64]
- 第四代市川段四郎（日語：四代目 市川 段四郎），76歲，本名「喜熨斗宏之」，日本歌舞伎演員，第四代市川猿之助的父親。[65]
- 喜熨斗延子（日語：喜熨斗 延子），75歲，日本人，第四代市川段四郎之妻。[66]
- 呂季鴻，31歲，台灣物理治療師、體育改革聯會發起人，潛水溺斃[67]。
- 吉姆·布朗（英語：James Nathaniel Brown），87歲，前美式足球運動員、體育分析師和演員[68]。
- 毛江森，89岁，中国病毒学家、中国科学院院士。[69]
- 根井正利（日語：根井 正利），92歲，日裔美國生物學家，美國國家科學院院士，中性演化理論的堅定擁護者。[70]

### 17日
- 劉鳳學，97歲，臺灣舞蹈學者，1987年獲英國國家舞蹈哲學博士學位，為台灣第一位舞蹈博士。[71]
- 比利·葛蘭姆（英語：Billy Graham），79歲，美國退休職業摔角選手，世界摔角娛樂名人堂成員之一[72]。

### 16日
- 戴東原，84歲，台灣醫師，曾任國立臺灣大學醫學院附設醫院院長，第27屆醫療奉獻獎得主之一。[73]
- 瑪麗亞·米斯（德語：Maria Mies），92歲，德國社會學者，馬克思主義女性主義者，提出過「主婦化」的概念[74]。

### 15日
- 小罗伯特·卢卡斯（英語：Robert Lucas Jr.），85歲，美國經濟學家，诺贝尔经济学奖得主。[75]
- 兹比格涅夫·卡奇马雷克（波蘭語：Zbigniew Kaczmarek），76歲，波兰男子举重运动员，1972年夏季奥林匹克运动会举重比赛67.5公斤級項目铜牌得主[76]。
- 崇山祟，年齡不詳，日本網路漫畫家[77]。
- 莎朗·費路（英語：Sharon Farrell），82歲，美國演員[78]

### 14日
- 珊曼莎（英语：Samantha Weinstein），28歲，加拿大女演員，卵巢癌病逝。[79]
- 英格麗德·海布勒（德語：Ingrid Haebler），93歲，奧地利鋼琴家。[80]
- 多伊尔·布朗森（英語：Doyle Brunson），89歲，美國職業撲克玩家[81]。
- 洪天宇，63歲，台灣美術家。死因為心因性休克。（遺體發現日期）[82]
- 毒島章一，87歲，日本職業棒球選手、教練[83]。
- 費蘭·奧利維拉（英语：Ferran Olivella），86歲，西班牙職業足球選手，西班牙獲得1964年欧洲国家杯冠軍時，為決賽對戰蘇聯隊的隊長[84]。
- 格洛麗亞·莫里納（西班牙語：Gloria Molina），74歲，西班牙裔美國政治人物，前任洛杉磯郡郡政委員。癌症。[85]

### 13日
- 吳建成，73歲，馬來西亞華文教育運動家、獨中校長。死於心臟衰竭。[86][87]
- 許世明，53歲，台灣燈光師，曾以《靈佔》、《黛比的幸福生活》2部作品獲頒金鐘獎燈光獎。[88]
- 池田敬子（日語：池田 敬子），89歲，日本女子体操運動員。[89]
- 翟永浡，93歲，中國政治人物，曾任濟南市人民政府市長，山東省政協副主席，第七屆全國人大代表。[90]
- 陳皓，47歲，中國互联网工程師，互联网公司MEGAEASE創辦人。死於心肌梗塞。[91]
- 程偉兵，67歲，中國昆剧演員，浙江昆剧团前副團長。[92]
- 韦尔登·奥尔森（英語：Weldon Olson），90歲，美国男子冰球运动员，曾代表国家隊参加1956年和1960年冬季奥林匹克运动会冰球比赛，获得一枚金牌和一枚银牌[93]。
- 西碧拉·莱维查洛夫（德語：Sibylle Lewitscharoff），69歲，德國作家，2009年莱比锡书展獎、2013年格奥尔格·毕希纳奖得主[94]。

### 12日
- 許學仁，71歲，台灣語文教育學者，國立東華大學中國語文學系教授。[95]
- 阿方索·博諾科雷（義大利語：Alfonso Buonocore），90歲，義大利游泳、水球運動員。[96]
- 歐文·戴維森（英語：Owen Davidson），79歲，澳大利亞男子網球運動員。[97]
- 海秀，29歲，韓國演歌女歌手，家中自殺。[98]
- 陈伟兵，67岁，《西游记》百花蛇精扮演者。[99]

### 11日
- 龔達希，86歲，中國政治人物，曾任西藏自治區人民政府副主席，西藏自治區人大常委會副主任。[100]
- 梁康柏（英语：Leon Comber），101歲，英國駐英屬馬來亞殖民地情報官員和遠東出版商，左翼女作家韓素音第二任丈夫。[101]
- 中西太（日語：中西 太），90歲，日本職業棒球選手、教練，太平洋聯盟5度全壘打王、2次打擊王、3次打點王、1952年新人王、1956年年度最有價值球員[102]。
- 阿多爾揚·安德拉斯（英语：András Adorján），73歲，匈牙利西洋棋手，1973年獲得「西洋棋特级大师」頭銜[103]。
- 黃淑娉，93歲，中國人類學家，第一位女性博士生導師。中山大學社會學與人類學學院人類學系前主任。[104]
- 肯尼思·安格（英語：Kenneth Anger），96歲，美國電影製片、導演、作家[105]。

### 10日
- 張建英，69歲，台灣影視企業家、台灣黑幫四海幫前幫主。[106]
- 林淑雅，52歲，臺灣法律學者，靜宜大學法律學系助理教授，因臺中捷運塔吊撞擊事故身亡。[107]
- 孫九林，86歲，中國資源學家，中国工程院院士。[108]
- 伊恩·哈金（英語：Ian MacDougall Hacking），87歲，加拿大哲学家，专业领域为科学哲学科学史，加拿大皇家學會会士，英國國家學術院院士，加拿大勋章得主[109]。
- 李虹，年龄不详，曾任中共中央党校图书馆研究员，中国共产党早期领导人之一李大钊的孙女，微博账号“看老照片”实际运营者。[110]
- 崔正薰（韓語：최정훈），83歲，韓國國寶級男演員。死於肺炎。[111]
- 呂政，78歲，中國經濟學家，中共黨員。中國社會科學院學部委員，曾任中國社會科學院工業經濟研究所所長。[112]

### 9日
- 威尔弗雷德·马德隆（德語：Wilferd Madelung），92岁，德裔美籍伊斯兰史学者。[113]
- 安东尼奥·卡瓦哈尔（西班牙語：Antonio Carbajal），93岁，墨西哥职业足球运动员，曾连续五次代表国家队参加世界杯比赛。[114]
- 陳文寬，110歲，中華民國旅居美國飛行員、企業家，復興航空共同創辦人。[115]
- 大衛·米蘭達（葡萄牙語：David Miranda），37歲，巴西政治人物、LGBT運動活躍人士，曾任巴西眾議員[116]。
- 阿尔曼·索丁（法語：Arman Soldin），32歲，出生於波士尼亞的法國記者，任職於法新社，在烏克蘭巴赫穆特戰區遭火箭彈擊中而殉職。[117]
- 橫田忠義（日語：横田 忠義），75歲，日本排球選手、教練，曾代表國家隊獲得1968年夏季奧運男子排球銀牌和1972年夏季奧運金牌[118]。
- 希瑟·阿姆斯壯（英語：Heather Brooke Armstrong），47岁，美國親子、母嬰主題部落客，網路暱稱「dooce」，疑似因不堪網路霸凌自殺身亡[119]。

### 8日
- 萬瑪才旦，53歲，中國作家、編劇、電影導演。因心脏病逝世。[120]
- 鄭彩霞，92歲，臺灣人，已故編劇黃黎明及演員黃仲崑的母親，動畫電影《魔法阿媽》中的奶奶角色原型。[121]（訃聞發布日期）
- 洪志宏，63歲，台灣醫師，林口長庚醫院副院長，有「質子治療之父」之稱。[122]

### 7日
- 洪嶠，27歲，中華人民共和國死刑犯，南京女大学生被害案主犯，执行枪决。[123]
- 蒲坚，96岁，著名法制史学家、法学教育家、北京大学法学院教授。[124]
- 丹斯里拿督克里弗赫柏，81歲，马来西亚政治人物，曾任财政部秘书长。[125]
- 管偉華，73歲，新加坡娛樂界經理人，曾擔任台灣歌后鄧麗君的經理人。死於淋巴癌。[126]
- 格蕾絲·班布麗（英語：Grace Bumbry），86岁，美國非裔女性歌劇演唱家，在拜魯特音樂節演出的第一位黑人歌手。[127]

### 6日
- 鄺健行，86歲，香港古典文學家，香港浸會大學榮誉教授。[128]
- 维达·布鲁（英語：Vida Blue），73岁，美国棒球运动员，曾三次获得美国职棒大联盟世界大赛的冠军。[129]
- 加里·普拉多（西班牙語：Gary Prado Salmón），84歲，玻利維亞軍官、外交官，曾經俘虜了切·格瓦拉。[130]
- 哈比布·查布（英语：Habib Chaab），49歲，瑞典裔伊朗異議人士，被伊朗政府以絞刑方式處決[131]。
- 梅納海姆·普萊斯勒（希伯來語：מנחם פרסלר），99歲，以色列鋼琴家[132]。

### 5日
- 西里·兰塔宁（芬蘭語：Siiri Rantanen），98岁，芬兰越野滑雪运动员，1956年冬奥会越野滑雪比赛女子3×5公里接力冠军。[133]
- 菲利普·索莱尔斯（法語：Philippe Sollers），86岁，法国作家、文学评论家。[134]
- 張經宏，54歲，臺灣作家，代表作《摩鐵路之城》。並榮獲九歌200萬小說獎首獎獎項。[135]

### 4日
- 拉斐爾·紀廉（英语：Rafael Guillén），90岁，西班牙詩人[136]。
- 卡斯韋爾勳爵（英语：Robert Carswell, Baron Carswell），88岁，英國法官，北愛爾蘭首席大法官（1997年—2004年）、常任上訴法官（2004年—2009年）[137]。
- 瑞法特·拉斯托德（英语：Rifat Rastoder），72岁，蒙特內哥羅記者、作家、政治人物，曾任蒙特內哥羅國會副議長和蒙特內哥羅社會民主黨副主席，2003年曾短暫代理蒙特內哥羅總統[138]。
- 鍾明輝（英語：Chung Ming Fai），103岁，香港上市公司萬邦投資主席兼執行董事[139]。

### 3日
- 托丽·鲍伊（英語：Tori Bowie），32歲，非洲裔美国女子田径運動員，里约奥运会女子100公尺银牌、200公尺铜牌及1600公尺接力金牌得主（死亡宣布日）。[140]
- 尼基察·瓦倫蒂奇（英语：Nikica Valentić），72歲，克羅埃西亞企業家、律師、政治人物，1993—1995年任克羅埃西亞總理[141]。
- 兰斯·布兰克斯（英語：Lance Blanks），56歲，美國職業籃球運動員、球探、總經理[142]。
- 廖梓豪，31歲，中國公共行政學者，哈尔滨工业大学（深圳）马克思主义学院助理教授。[143]
- 托尼·斯塔利 （英語：Tony Staley），83歲，澳洲政治人物，前眾議院議員。[144]
- 文精，85歲，中國政治人物，曾任國家民族事務委員會副主任，第八、九屆全國政協委員。[145]

### 2日
- 托麗·鮑伊（英語：Tori Bowie），32歲，非洲裔美國女田徑運動員。[146]
- 達米爾·紹爾曼，74歲，克羅埃西亞男子籃球運動員。[147]
- 瓦倫丁·尤達什金（俄語：Валентин Юдашкин），59歲，俄羅斯時裝設計師。[148]
- 卡德尔·阿德南（阿拉伯語：خضر عدنان محمد موسى），45歲，巴勒斯坦伊斯兰圣战组织約旦河西岸地區的发言人和领导人，在以色列監獄中絕食身亡[149]。
- 阿倫·馬尼拉勒·甘地（英語：Arun Manilal Gandhi），89歲，印度裔美國作家、社會政治活動家（生於南非），印度民族主義領袖聖雄甘地的孫子[150]。
- 梁海東（韓語：양회동），47歲，韓國勞工運動人士，因抗議尹錫悅政府對建築工會的打壓，於今年5月1日自焚抗議，送醫急救無效在次日宣告死亡[151]。

### 1日
- 陳謨星，92歲，台灣電機與能源學者及工程師，國際電機電子工程學會院士[152]。
- 楊小萍，79歲，台灣女演員、歌手，代表作—戲劇《全家福》、歌曲《往事只能回味》。演員楊慶煌的胞姊。[153][154]
- 喬納森·舒格曼（英語：Jonathan Sugarman），69歲，美國家庭醫學專家，華盛頓大學退休教授，在攀登珠穆朗瑪峰時身體不適逝世。[155]
- 戈登·莱特福特（英語：Gordon Lightfoot），84歲，加拿大唱作人，加拿大音樂名人堂成員[156]。